# Konul Bunyadzade
Konul Bunyadzade (àzeri: Könül Bünyadzadə)  (Sotk, 2 de novembre de 1974) és una filòsofa i investigadora de l'Azerbaidjan.
Germana d'Ulvi Bunyadzade. Va estudiar en el Departament de Traducció Àrab de la Facultat d'Estudis Orientals de la Universitat Estatal de Bakú, graduada amb honors. El 1997, va ser contractat com a assistent de laboratori principal a l'Institut de Filosofia i Dret de l'Acadèmia Nacional de Ciències de l'Azerbaidjan, i al mateix temps es va aprovar la seva tesi. En l'actualitat, treballa com a investigadora sènior a l'institut, cap de departament de Filosofia islàmica. Un dels mèrits de Bunyadzadeh és parlar de les idees més generals que expressen l'esperit de l'època en el seu conjunt, en lloc d'entrar en els detalls dels ensenyaments filosòfics individuals. És la primera experta en el camp de l'assessorament filosòfic a l'Azerbaidjan. Ha representat al seu país com a ponent i moderador en conferències i simposis internacionals en els països.